# Guido Novak von Arienti
Guido Novak von Arienti (Milano, 21 gennaio 1859 – Vienna, 15 agosto 1928) è stato un generale austriaco.
Durante la prima guerra mondiale combatté dapprima sul fronte serbo e poi su quello italiano. Distintosi come comandante di Divisione, e successivamente di Corpo d'armata, raggiunse il grado di Feldmarscialleutnant.

## Biografia
Nacque a Milano il 21 gennaio 1859, figlio di un ufficiale della marina austriaca. Brevettatosi presso la Scuola cadetti di fanteria a Karthaus, vicino Brünn, viene assegnato con il grado di kadettfeldwebel al 45º Reggimento fanteria, per poi essere trasferito a Lemberg, in Galizia, presso l'80º Reggimento fanteria "Holstein", venendo promosso sottotenente il 1º settembre 1878. 
Nel febbraio 1880 il suo reggimento fu mandato in Bosnia per sostituire 24º Reggimento fanteria stanziato lì da alcuni anni. Prima di essere trasferito nuovamente presso i vecchi acquartieramenti di Lemberg e Zloczów, il suo reggimento si distinse nella repressione della rivolta scoppiata nella Dalmazia meridionale nel corso del 1882. Il 1º gennaio 1883 fu promosso al grado di oberleutnant.
Il 20 gennaio 1886 convolò a nozze con la signorina Olga Langner von Grantal, figlia di un maggiore del suo reggimento, di stanza a Zloczów. Inizialmente fu un matrimonio felice, ma la salute di Olga Novak andò costantemente peggiorando. Il 1º novembre 1890 ricevette la promozione a Hauptmann di 2ª classe. Nel maggio 1891 fu trasferito a Josefstadt, presso il 24º Reggimento fanteria, ma cattive condizioni di salute della moglie le resero impossibile accompagnarlo. In questa situazione riuscì a trovare un amico (l'hauptmann Franz Krulitsch) che conoscendo le circostanze accettò di fare cambio con lui, e di conseguenza il 5 giugno fu ritrasferito a Lemberg, presso il suo vecchio reggimento. Il 15 agosto 1893 Olga Novak si spense a Lemberg all'età di 31 anni, lasciando il marito e un bambino di 6 anni.
Il 1º novembre 1893 fu promosso capitano di 1ª classe, ed in quel periodo si innamorò di Marta, figlia ventenne del generalmajor Maximilian von Hirsch Duinofels. I due si sposarono a Brody il 24 gennaio 1897.
Per i suoi lunghi anni di onorato servizio con lo stesso reggimento il 22 ottobre 1900, con l'elogio dell'Imperatore Francesco Giuseppe I, venne insignito della Medaglia al merito militare di bronzo (Signum Laudis). Il 1º novembre 1901 fu promosso al grado di major, venendo trasferito al 2º Reggimento Kaiserjäger tirolesi.
Il 27 aprile 1903 divenne comandante dell'8º Battaglione Feldjäger di stanza a Tarvisio. Nell'autunno di quell'anno una serie di grandi inondazioni devastò parti della Carinzia, Stiria e Salisburgo, e le autorità civili inviarono l'esercito in aiuto alle popolazioni. Alla fine del gennaio 1904 alcuni ufficiali e soldati che si erano particolarmente distinti durante le operazioni di soccorso furono decorati, e egli ricevette la Croce al merito militare. Il 1º maggio 1907 fu promosso oberstleutnant rimanendo al comando del battaglione. Per i cinque anni trascorsi come comandante di battaglione il 19 marzo 1908 ricevette l'Ordine della Corona di Ferro di 3ª classe. Il 1º maggio 1910 fu promosso oberst, assumendo il comando del 1º Reggimento Kaiserjäger tirolesi il 31 maggio dello stesso anno. Avendo ormai più di 30 anni di eccellente servizio alle spalle richiese il suo innalzamento alla nobiltà con il predicato "von Arienti" che gli fu concesso il 28 luglio. Le ottime prestazioni del suo reggimento durante le grandi manovre dell'esercito austro-ungarico effettuate nelle primavera e nell'estate del 1913, non passarono inosservate, e gli valsero l'assegnazione dell'Ordine dell'Aquila Rossa di 2ª classe prussiano, e della Croce di comandante di 2ª classe dell'Ordine della Spada di Svezia nel mese di ottobre dello stesso anno.

### La prima guerra mondiale
Promosso al grado di generalmajor il 1º agosto 1914, la 1ª Brigata da montagna al suo comando fu assegnata al XVI Corpo d'armata, comandato dal feldzeugmeister Wenzel von Wurm, appartenente alla 6ª Armata del feldzeugmeister Oskar Potiorek. L'unità prese parte alle operazioni iniziali nella Serbia occidentale, dove egli subì una grave ferita alla testa la mattina del 9 settembre a Čavčići. Rimessosi dalla ferita riassunse il comando della sua brigata il 25 gennaio 1915. La Brigata fu inviata sul fronte dell'Isonzo nel maggio dello stesso anno, dopo la dichiarazione di guerra del Regno d'Italia, insieme al rimanente del XVI Corpo d'armata. L'unità entrò a far parte della 18ª Divisione di fanteria al comando del generalmajor Eduard Böltz, responsabile della tenuta della Collina 383, posta sulla riva orientale dell'Isonzo di fronte al villaggio di Plava, ritenuta di vitale importanza.
Il 9 giugno il comando del II Corpo d'armata italiano mandò le unità della 3ª Divisione di fanteria, allora al comando del generale Giovanni Prelli, al di là del fiume, lanciando la settimana successiva una serie di attacchi contro le posizioni della Collina 383. La collina fu persa brevemente il 16 giugno, venendo riconquistata il giorno successivo dopo che il comandante della 2ª Armata italiana, tenente generale Pietro Frugoni, ebbe sospeso ulteriori attacchi. Per il successo della difesa della Collina 383 fu successivamente nominato Cavaliere dell'Ordine Militare di Maria Teresa, Fu ferito per la seconda volta nell'agosto 1915, e nel novembre dello stesso anno assunse il comando della 50ª Divisione fanteria, seguito da quello della 62ª impiegata sulla Bainsizza, e dall'assunzione temporanea del comando del XVII Corpo d'armata. 
Elevato al rango di feldmarschallleutnant il 22 agosto 1917, fu posto al comando dell'Accademia Militare di Wiener Neustadt, ricoprendo quella posizione fino al termine delle ostilità. Lasciata la vita militare, andò in pensione spegnendosi a Vienna il 15 agosto 1928.
Sulla selletta fra il monte Kuk e il monte Vodice c'è un monumento dedicato al generale Guido Novak von Arienti che comandò la 62ª divisione operante nel settore compreso tra Auzza - Canale e Zagora - Monte Santo. L'iscrizione originale portava la dicitura Generalmajor von Novak Platz 1915-1916.

## Onorificenze
(Lista parziale)

### Annotazioni
1. ↑  Allora parte integrante del Regno Lombardo-Veneto.
2. ↑  La coppia ebbe un figlio di nome Guido, nato il 6 maggio 1887, che in seguito divenne un ufficiale dell'esercito regolare e raggiunse il grado di Capitano nel 1 ° Reggimento Kaiserjäger tirolesi nel 1918.
3. ↑  La coppia ebbe due figli, il primo, Maximilian, nacque il 19 agosto dello stesso anno, mentre il secondo e ultimo figlio Philipp August, nacque a Stanislau il 31 dicembre 1901. Come il loro fratello maggiore Guido divennero entrambi ufficiali nel 1º Reggimento Kaiserjäger tirolesi. Maximilian divenne oberleutnant della riserva alla fine della prima guerra mondiale.
4. ↑  Con anzianità dal 27 maggio.
5. ↑  Con decreto del 21 ottobre, e per la concessione fu considerata la carriera militare del padre e quella del figlio.
6. ↑  Che vedevano la presenza di osservatori a livello internazionale.
7. ↑  Nel frattempo l'unità fu comandata dall'Oberst Géza Lukachich von Somorja.
8. ↑  La 3ª Divisione di fanteria dovette essere ritirata dal fronte, in quanto i suoi reparti, che avevano riportato perdite ingenti, erano stremati.
9. ↑  Che fu denominata dagli italiani Collina della morte.
10. ↑  Per tutto il resto della sua vita continuò attivamente a cercare di favorire il ritorno degli Asburgo sul trono d'Austria, aderendo a numerosi circoli monarchici.

### Fonti
1. 1 2 3 4 5  Schindler 2001, p. 50.
2. 1 2  Schindler 2001, p. 356.
3. 1 2 3 4 5  Schindler 2001, p. 51.
4. ↑  Il II Corpo d'armata era al comando del Tenente generale Ezio Reisoli.
5. ↑  Si trattava del 37º e 38º Reggimento fanteria della Brigata Ravenna.
6. ↑  Schindler 2001, p. 49.
7. ↑  Schindler 2001, p. 52.
8. ↑  180ª "Promozione" del 17 agosto 1917.
9. ↑  Schindler 2001, p. 53.
10. 1 2  Schindler 2001, p. 204.